# Гаврилов, Всеволод Сергеевич (актёр)
Всеволод Сергеевич Гаврилов (рум. Vsevolod Gavrilov; 10 ноября 1942, Тирасполь, Молдавская ССР, СССР — 2 октября 2020, Кишинёв, Молдова) — молдавский и советский актёр театра и кино, Народный артист Республики Молдова (2013).

## Биография
Всеволод Сергеевич Гаврилов родился 10 ноября 1942 года в Тирасполе. В 1967 году окончил Кишинёвское музыкальное училище и после учился в консерватории по классу кларнета. В 1970 году устроился рабочим сцены в театре русской драмы и комедии в Тирасполе, где со следующего года начал выступать как актёр (в этом ему помогла театральный педагог по речи Нина Дмитриевна Алексеева). С 1981 года — актёр Кишинёвского русского драматического театра им. А. П. Чехова.
Член СТД Молдовы с 1973 года, член Союза кинематографистов Молдовы с 1978 года. Награждён Пушкинской премией в номинации «Исполнительское искусство» за продвижение русской культуры.

## Избраная фильмография
1. 1971 — Офицер запаса — Пашка
2. 1975 — Дмитрий Кантемир — Йован Милич
3. 1975 — Табор уходит в небо — Данило
4. 1976 — Случай на фестивале — Андрей Степанович Опря, руководитель ансамбля
5. 1977 — Ночь над Чили — Падре
6. 1978 — Агент секретной службы - эпизод
7. 1979 — Эмиссар заграничного центра — Гвоздев
8. 1979 — Под созвездием Близнецов — Александр Николаевич Яворовский, академик
9. 1980 — Летняя поездка к морю - эпизод
10. 1980 — Кодовое название «Южный гром» — капитан Миронов
11. 1981 — Ярослав Мудрый — Воинег
12. 1982 — Если враг не сдаётся… — Савельев
13. 1986 — Размах крыльев — пассажир

## Награды и звания
- Медаль «За гражданские заслуги» (27 декабря 2004 года) — за заслуги в развитии театрального искусства, успехи в творческой деятельности и высокое художественное мастерство[5].
- Народный артист Республики Молдова (15 января 2013 года) — за успехи в творческой деятельности, значительный вклад в пропаганду культурных ценностей и высокое профессиональное мастерство[3].